# Kerékpározás az 1908. évi nyári olimpiai játékokon
Az 1908. évi nyári olimpiai játékokon a kerékpározás versenyek hat számból álltak, 11 ország 97 kerekese állt rajthoz. A pályaversenyeket a 660 yardos  White City stadionban rendezték.

## Éremtáblázat
| Az 1908. évi nyári olimpiai játékok éremtáblázata kerékpározásban | Az 1908. évi nyári olimpiai játékok éremtáblázata kerékpározásban | Az 1908. évi nyári olimpiai játékok éremtáblázata kerékpározásban | Az 1908. évi nyári olimpiai játékok éremtáblázata kerékpározásban | Az 1908. évi nyári olimpiai játékok éremtáblázata kerékpározásban | Olimpia  |
| ----------------------------------------------------------------- | ----------------------------------------------------------------- | ----------------------------------------------------------------- | ----------------------------------------------------------------- | ----------------------------------------------------------------- | -------- |
|                                                                   | Ország                                                            | Arany                                                             | Ezüst                                                             | Bronz                                                             | Összesen |
| 1.                                                                | Nagy-Britannia (GBR)                                              | 5                                                                 | 3                                                                 | 1                                                                 | 9        |
| 2.                                                                | Franciaország (FRA)                                               | 1                                                                 | 2                                                                 | 2                                                                 | 5        |
|                                                                   |                                                                   |                                                                   |                                                                   |                                                                   |          |
| 3.                                                                | Németország (GER)                                                 | 0                                                                 | 1                                                                 | 1                                                                 | 2        |
|                                                                   |                                                                   |                                                                   |                                                                   |                                                                   |          |
| 4.                                                                | Belgium (BEL)                                                     | 0                                                                 | 0                                                                 | 1                                                                 | 1        |
| 4.                                                                | Kanada (CAN)                                                      | 0                                                                 | 0                                                                 | 1                                                                 | 1        |
|                                                                   |                                                                   |                                                                   |                                                                   |                                                                   |          |
| Összesen                                                          | Összesen                                                          | 6                                                                 | 6                                                                 | 6                                                                 | 18       |

## Érmesek
| Az 1908. évi nyári olimpiai játékok érmesei férfi kerékpározásban |                                                                                              |                                                                               |                                                                                        |
| Versenyszám                                                       | Arany                                                                                        | Ezüst                                                                         | Bronz                                                                                  |
| Egy kőrös verseny                                                 | Victor Johnson · Nagy-Britannia (GBR)                                                        | Émile Demangel · Franciaország (FRA)                                          | Karl Neumer · Németország (GER)                                                        |
| 5000 méter                                                        | Benjamin Jones · Nagy-Britannia (GBR)                                                        | Maurice Schilles · Franciaország (FRA)                                        | André Auffray · Franciaország (FRA)                                                    |
| 20 kilométer                                                      | Clarence Kingsbury · Nagy-Britannia (GBR)                                                    | Benjamin Jones · Nagy-Britannia (GBR)                                         | Joseph Werbrouck · Belgium (BEL)                                                       |
| 100 kilométer                                                     | Charles Henry Bartlett · Nagy-Britannia (GBR)                                                | Charles Denny · Nagy-Britannia (GBR)                                          | Octave Lapize · Franciaország (FRA)                                                    |
| Kétüléses(tandem) 2000 méter                                      | Franciaország (FRA) · André Auffray · Maurice Schilles                                       | Nagy-Britannia (GBR) · Frederick Hamlin · Horace Johnson                      | Nagy-Britannia (GBR) · Colin Brooks · Walter Isaacs                                    |
| Üldözőverseny 1810,5 méter                                        | Nagy-Britannia (GBR) · Benjamin Jones · Clarence Kingsbury · Leonard Meredith · Ernest Payne | Németország (GER) · Max Götze · Rudolf Katzer · Hermann Martens · Karl Neumer | Kanada (CAN) · William Anderson · Walter Andrews · Frederick McCarthy · William Morton |